# Mary Coughlan
Mary Coughlan (/ˈkɔxlən/, meist als /ˈkɔklən/ umgesetzt; * 1956 in Galway, Irland) ist eine irische Sängerin und Schauspielerin. 

## Leben

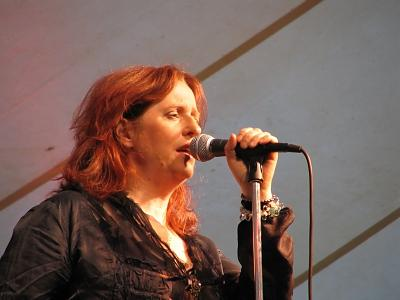
Mary Coughlan im April 2007

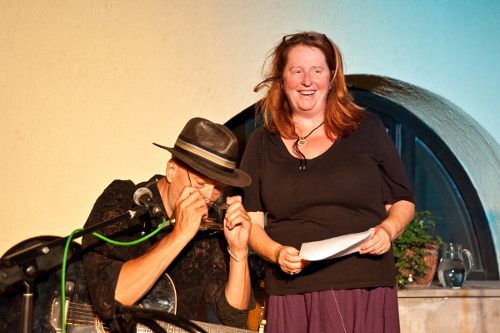
Mary Coughlan mit Vlado Kreslin in Crikvenica

Als Jugendliche verließ die Älteste von fünf Geschwistern die Klosterschule vorzeitig. Depressionen und ein Suizidversuch folgten mit 17 Jahren. Sie verdiente sich den Lebensunterhalt mit Gelegenheitsjobs. Als 18-Jährige ging sie 1974 nach England. Mit 20 gebar sie ihr erstes Kind. In den folgenden sechs Jahren bekam sie zwei weitere Kinder und verließ 1981 ihren Ehemann, um in ihre irische Heimat zurückzukehren. Dort traf sie auf den durch die Folk-Gruppe Flairck bekannten niederländischen Musiker und Produzenten Erik Visser und wurde als Sängerin entdeckt. Ihr 1985 erschienenes Debütalbum Tired and emotional verkaufte sich in kurzer Zeit 100.000 Mal.
Anfangs hatte sie mangels Erfahrung, beispielsweise in Vertragsangelegenheiten, Schwierigkeiten, sich im Musikbusiness zurechtzufinden. Sie flüchtete sich in Alkoholexzesse, die ihr annähernd dreißig Klinikaufenthalte einbrachten, den Verlust ihres Hauses und ihres Plattenvertrags. Erst 1993 absolvierte sie eine Entziehungskur und ging eine neue Partnerschaft ein, aus der zwei weitere Kinder hervorgingen. Das 1997 erschienene Album After the fall war der Beginn eines wirklichen Comebacks als Musikerin.
Zu Beginn des 21. Jahrhunderts erarbeitete sie sich eine Hommage The Lady Sings The Blues an Billie Holiday und brachte diese als multimediales Musiktheater in Dublin und London auf die Bühne. 
Ihr vorletztes Album Red blues von 2002 erschien auf dem deutschen Plattenlabel Tradition und Moderne in Bremen. Dort hatten Mary Coughlan und ihre Band zuvor am Women in (E)motion-Festival teilgenommen. Da die Musiker ohnehin gerade am Ort waren und Zeit hatten, spielte man in nur vier Tagen ad hoc ein Album ein. Red Blues entstand unter Beteiligung von Peter O’Brian (Piano), Frank Mead (Saxophon), Bill Rich (Bass) und Kester Smith (Schlagzeug) und des Gitarren-Trios Tri Continental. Randy Newmans You can leave your hat on, vielen vor allem in der Coverversion von Joe Cocker bekannt, wurde von Mary Coughlan vollkommen rearrangiert, das Tempo verlangsamt und in der Lautstärke gedämpft. Billie Holidays Klassikerstück Strange Fruit in einer A-cappella-Version ist ebenfalls hervorzuheben. 
Auf die Frage nach ihren beruflichen Zukunftsplänen gab Mary Coughlan zuletzt an, sie wolle am liebsten mit dem Bono-Freund Gavin Friday ein neues Album produzieren, das im Musikstil »in Richtung Vaudeville« gehen solle.
Ihr bisher letztes Album The House of Ill Repute produzierte sie wieder mit dem niederländischen Produzenten und Musiker Erik Visser, mit dem sie viele Jahre zuvor ihre musikalische Karriere begann. In den 13 Songs dieses Albums setzt Mary Coughlan sich mit ihrer zuvor gescheiterten 13-jährigen Beziehung auseinander.

## Diskografie
- 1985: Tired And Emotional
- 1986: Ancient Rain (Mini-LP)
- 1987: Under The Influence
- 1990: Uncertain Pleasures
- 1992: Sentimental Killer
- 1994: Love Me Or Leave Me – The Best Of Mary Coughlan
- 1995: Love For Sale
- 1996: Live In Galway
- 1997: After The Fall
- 2000: Mary Coughlan Sings Billie Holiday (live)
- 2001: Long Honeymoon
- 2002: Red Blues
- 2004: Live At The Basement
- 2004: The Best
- 2008: The House of Ill Repute